# 塚本哲也
塚本 哲也（つかもと てつや、1929年4月29日 - 2016年10月22日）は、日本の新聞記者、作家、大学教授。

## 来歴・人物
群馬県館林市生まれ。旧姓・木村。木村裕主は実兄。1954年東京大学経済学部卒、毎日新聞社に入社。政治部記者として岸信介を担当する。ヨーロッパ留学を検討し、オーストリア大使館を訪れ、ウィーン留学を決意。ウィーン留学経験のある人に話を聞きたいといって紹介されたのがオーストリア政府給費留学生だったピアニストの塚本ルリ子だった。1962年6月、留学生試験に合格後、哲也はルリ子と結婚し塚本姓となる。ルリ子の父（塚本憲甫）は国立がんセンター総長などを務めた医師だった。1962年9月末、ウィーンへ出発し、ウィーン大学法学部で国際法を学ぶ。哲也に続いてルリ子も二度目のウィーンへ向かう。特派員辞令を受けた哲也はルリ子とともにハンガリー、ポーランド、東ドイツ、ルーマニア、ブルガリアなど東欧諸国訪問。1966年3月、日本帰国。1968年3月、西ドイツ・ボンへ単身赴任。3ヶ月後の1968年6月にはボンに来訪したルリ子と再会。プラハ、ウィーンを行き来しながら「プラハの春」を取材した。その後、1970年には西ドイツのヴァルター・シェール外相に同行して何度かソ連を訪れる。1973年6月、日本帰国。1978年に論説委員となる。1986年3月毎日新聞退社後、4月に防衛大学校教授に就任。1992年、防衛大学校図書館長。1995年3月、防衛大学校退職後、4月、東洋英和女学院大学社会学部教授に就任。1999年より2003年まで、同大学学長を務めた。

### 受賞など
- 新聞記者としては、毎日新聞連載企画「学者の森」（共同執筆）にて1963年度の日本新聞協会賞を受賞。
- 1987年、『ガンと戦った昭和史：塚本憲甫と医師たち』（文藝春秋、1986年）で第8回講談社ノンフィクション賞（これはルリ子の父を描いたものである）。兄・木村裕主も1990年に同賞を受賞しており、兄弟受賞となった。1993年には『エリザベート：ハプスブルク家最後の皇女』（文藝春秋、1992年）[4][5]で第24回大宅壮一ノンフィクション賞受賞。[6]
- 1965年、オーストリア共和国文化功労勲章。2000年、オーストリア共和国有功大栄誉銀章受章。

### 晩年
2002年、脳出血で倒れ、右半身麻痺となる。群馬県のケアホーム新生会に移住し、リハビリを兼ねて左手で打つパソコンを始め著述活動を再開。『マリー・ルイーゼ』を執筆中の2005年に、ルリ子夫人は、腹部大動脈瘤破裂で急逝している。墓所は多磨霊園。

## 著書
- 『フィンランド化：ソ連外交の論理と現実』（教育社入門新書、1978年）
- 『ガンと戦った昭和史：塚本憲甫と医師たち』（上・下）文藝春秋、1986年。
  - 同（再編版）文春文庫、1995年。ISBN 978-4-16-757401-7
- 『平和ドイツの時代』（文藝春秋、1991年）
- 『エリザベート： ハプスブルク家最後の皇女』（文藝春秋、1992年／文春文庫（上・下）、2003年）。電子書籍で再刊
- 『わが青春のハプスブルク：皇妃エリザベートとその時代』（文藝春秋、1996年／文春文庫、1999年）。
- 『マリー・ルイーゼ：ナポレオンの皇妃からパルマ公国女王へ』（文藝春秋、2006年／文春文庫（上・下）、2009年）。
- 『メッテルニヒ：危機と混迷を乗り切った保守政治家』（文藝春秋、2009年）ISBN 978-4-16-371920-7
- 『我が家の昭和平成史：がん医師とその妻、ピアニストと新聞記者の四重奏（カルテット）』（2巻組）文藝春秋企画出版部、2016年6月。ISBN 978-4-16-008869-6

### 翻訳
- ゲルハルト・ダンプマン『孤立する大国ニッポン』TBSブリタニカ、1981年。